# 察乃
察乃（?—?），元朝大臣，又作茶乃，畏兀儿人，元武宗、元泰定帝时中书平章政事，剌真之子。
元成宗时，担任同知通政院事。大德十一年（1307年），元武宗即位，察乃有拥戴定策之功，兼任吏部尚书，升任中书平章政事，领工部事。主持元中都行宫的建造。元仁宗即位后，罢任中书平章政事，任通政院使。泰定三年（1326年）再次担任中书省平章政事，领度支事。他和乌伯都剌等人很受泰定帝信赖。